# Paratrechina burgesi
Paratrechina burgesi är en myrart som beskrevs av Trager 1984. Paratrechina burgesi ingår i släktet Paratrechina och familjen myror. Inga underarter finns listade i Catalogue of Life.